# Красная Заря (Липецкая область)
Красная Заря — деревня в Данковском районе Липецкой области, входит в состав Бигильдинского сельсовета.

## География
Деревня расположена вдоль левого берега Дона. Севернее её находится Крутой лес, южнее, на правом берегу Лона — Барский лес.
Через Красную Заря проходит просёлочная дорога.

## Население
| 2010 |
| ---- |
| 46   |